# Слободан Перовић (глумац)
Слободан Перовић (Крагујевац, 6. мај 1926 — Београд, 2. мај 1978), познат по надимку Цица, био је југословенски и српски глумац.

## Биографија
Детињство је провео у Крушевцу, Приштини и Нишу. Током Другог светског рата налазио се у немачком заробљеништву. 
По ослобођењу Југославије запослио се у Министарству за социјално старање, у својству финансијског инспектора. Потом је радио у Индустрији прецизне механике да би напослетку био запослен као књиговођа у Југословенском драмском позоришту (ЈДП). Глумом је почео да се бави пре него што је уписао Академију за позоришну уметност у Београду, 1949. Дипломирао је 1953. у класи професора Јозе Лауренчића представом Зикови, рађеној према тексту Максима Горког.
Био је члан Београдског драмског позоришта, Југословенског драмског позоришта и Атељеа 212 од 1951. Прву филмску улогу остварио је као четник Марко у филму Њих двојица 1955. 
На Филмском фестивалу у Пули награђен је Златном ареном за комичну улогу мушкарца који мења улогу с презапосленом женом у филму Мушкарци из 1963. с Оливером Марковић а у режији Мила Ђукановића. Поред филмова глумио је и у телевизијским серијама.
Остао је упамћен по улогама усамљеника; немоћних, очајних и отуђених ликова, људи који у себи крију велику трауму, прећутану бол или притајени порив за самоуништењем.
Преминуо је у Београду, 2. маја 1978, у 52. години живота. Сахрањен је у Алеји заслужних грађана на Новом гробљу у Београду.
Жељко Симић је 2020. написао монографију о животу Цице Перовића коју је издао Службени гласник.

## Филмографија
|                   | 1950▼ | 1960▼ | 1970▼ | Укупно |
| ----------------- | ----- | ----- | ----- | ------ |
| Дугометражни филм | 7     | 15    | 5     | 27     |
| ТВ филм           | 0     | 14    | 17    | 31     |
| ТВ серија         | 0     | 3     | 4     | 7      |
| ТВ мини серија    | 0     | 1     | 0     | 1      |
| ТВ кратки филм    | 0     | 0     | 3     | 3      |
| Кратки филм       | 0     | 1     | 2     | 3      |
| Укупно            | 7     | 34    | 31    | 72     |

| Год.       | Назив                           | Улога                                          |
| ---------- | ------------------------------- | ---------------------------------------------- |
| 1950-е▲    |                                 |                                                |
| 1955.      | Њих двојица                     | Четник Марко                                   |
| 1955.      | Шолаја                          | Владо, партизански комесар                     |
| 1956.      | Потрага                         | Марко                                          |
| 1956.      | Последњи колосек                | Емил Стефановић                                |
| 1957.      | Поп Ћира и поп Спира            | Петар Петровић                                 |
| 1959.      | Виза зла                        | Симон                                          |
| 1959.      | Осма врата                      | Игор                                           |
| 1960-е▲    |                                 |                                                |
| 1960.      | Дилижанса снова                 | Алекса Никић/Светозар Ружичић                  |
| 1960.      | Дан четрнаести                  | Павле Малбашки                                 |
| 1961.      | Мирно лето                      | Заре Мишески (као Слободан Перовикј)           |
| 1961.      | Не дирај у срећу                |                                                |
| 1963.      | Мушкарци                        | Жика                                           |
| 1964.      | Молох                           |                                                |
| 1965.      | Дан мира — догодило се у Скопљу |                                                |
| 1965.      | Инспектор                       | Слободан Јовановић                             |
| 1965.      | Мала ноћна музика               |                                                |
| 1965.      | Крај почетка                    | Дари                                           |
| 1965.      | Болничка соба                   |                                                |
| 1965.      | Три                             | невино оптужени                                |
| 1965.      | Убица на одсуству               | Зоран Радић (као Слободан Перовић)             |
| 1965—1966. | Код судије за прекршаје         | судија                                         |
| 1966.      | Пре рата                        | инжењер Матеја Марић                           |
| 1967.      | Сквер                           |                                                |
| 1967.      | Посета малој планети            |                                                |
| 1967.      | Извлачење                       |                                                |
| 1967.      | Пошаљи човека у пола два        | Алдо                                           |
| 1967.      | Седам Хамлета                   | први гробар                                    |
| 1967.      | Буђење пацова                   | Велимир Бамберг                                |
| 1968.      | Самци                           |                                                |
| 1968.      | Поход                           | човек са телетом                               |
| 1968.      | Љубав на телефону               |                                                |
| 1968.      | Под стакленим звоном            |                                                |
| 1968.      | Максим нашег доба               |                                                |
| 1969.      | Господин фока                   | Господин Фока                                  |
| 1969.      | Голубовићи                      |                                                |
| 1969.      | Вране                           | Ђука, бивши боксер                             |
| 1969.      | Дарови моје рођаке Марије       |                                                |
| 1969.      | Далеко је Аустралија            | Никола                                         |
| 1969.      | Поглед уназад                   | Жак                                            |
| 1969.      | Мост                            | инжењер                                        |
| 1969.      | Велики дан                      |                                                |
| 1970-е▲    |                                 |                                                |
| 1970.      | Шапни ми на здраво уво          |                                                |
| 1971.      | Апотекарица                     |                                                |
| 1972.      | Купање                          |                                                |
| 1972.      | Прождрљивост                    |                                                |
| 1972.      | Погибија                        |                                                |
| 1972.      | Петак вече                      |                                                |
| 1972.      | Убиство у ноћном возу           |                                                |
| 1972.      | Пуковниковица                   | пуковник Ото фон Грос / Мутави сељак           |
| 1973.      | Сироти мали хрчки               | други службеник                                |
| 1973.      | Дрвени сандук Томаса Вулфа      |                                                |
| 1973.      | Жуте фесвице                    | Никола, младожења                              |
| 1973.      | Павиљон број шест               | Андреј Јефимич Рагин                           |
| 1973.      | Лептирица                       | Живан                                          |
| 1974.      | Недеље са Ањом                  | Иван                                           |
| 1974.      | Породични оркестар              |                                                |
| 1974.      | Против Кинга                    | Роки                                           |
| 1974.      | Образ уз образ                  |                                                |
| 1974.      | Димитрије Туцовић               | генерал Димитрије Цинцар-Марковић              |
| 1975.      | Зимовање у Јакобсфелду          | Јакоб Јерих                                    |
| 1975.      | Халуцинације                    |                                                |
| 1975.      | Салаш у Малом Риту              | Јакоб Јерих                                    |
| 1975.      | Пријатељи                       |                                                |
| 1976.      | Процес Ђордану Бруну            | Кардинал Ђулио Санторио (као Слободан Перовић) |
| 1976.      | Јагош и Угљеша                  | судија                                         |
| 1976.      | Београдска деца                 |                                                |
| 1976.      | Кухиња                          | господин Маранго                               |
| 1977.      | Инфериорност                    | Алфредо                                        |
| 1977.      | Мећава                          | Јоле                                           |
| 1978.      | Васкрсење змаја                 |                                                |
| 1978.      | Павиљон VI                      | Андреј Јефимиц Ралски                          |
| 1978.      | Повратак отписаних              | Јохан „Крава”                                  |